# 밤에만 흐르는 강
밤에만 흐르는 강은 한국에서 제작된 김화랑 감독의 1961년 드라마 영화이다. 김진규 등이 주연으로 출연하였고 차태진 등이 제작에 참여하였다.

## 출연

### 주연
- 김진규
- 문정숙
- 이예춘

## 제작진
- 원작자: 조남사
- 조명: 박진수
- 미술: 박석인